# Magdalena Cubrová
Magdalena Cubrová (* 18. dubna 1952 Praha) je česká akademická malířka, výtvarnice, grafička, ilustrátorka, interiérový designér, autorka mozaik, kreslířka, autorka poezie.

## Život
Narodila se v Praze, kde také celý život žije a tvoří, celkem přes tisíc olejových obrazů na plátně. Vyrůstala v uměleckém prostředí, jejím otcem byl významný český architekt František Cubr (hlavní architekt v týmech EXPO 58 a EXPO 67), jejím manželem je specialista na speciální efekty a kameraman Antonín Weiser a její dcerou je filmařka Kristina Weiserová.
Magdalena Cubrová absolvovala vysokoškolská studia v letech 1971-1976 na Akademie výtvarných umění v Praze, pod vedením Aloise Fišárka a Jana Smetany se zaměřením na malířskou a monumentální tvorbu do architektury. V roce 1982 získala stipendium na studium na Academii Piettro Vanucci v italské Perugii.
Účastnila na mnoha desítkách kolektivních výstav doma i v zahraničí. Měla dvacet devět samostatných výstav - v Česku, Itálii, Holandsku, Německu. Její díla jsou zastoupena ve sbírkách Národní galerie Praha, v krajských galeriích, ve společenských organizacích, nemocnicích a bankách, a v soukromých sbírkách v Česku, Německu, Itálii, Švédsku, USA, Brazílii, Japonsku, Řecku, Nizozemsku, Velké Británii, Švýcarsku, Venezuele, Španělsku.
Od roku 2022 vlastní 3 galerie s názvem "Magdalena", "Madlimo" a "MC" v metaversu, které vystavují a nabízejí NFT jejích obrazů na všech místech světa a byla také vystavena v rámci NFT NYC na Times Square v New Yorku.
Během svého života vytvořila dvacet šest realizací v architektuře, v různých materiálech jako nástěnná malba, smalt, skleněná mozaika, malba na textil, klasický gobelín, malba na sklo, malba na nábytek. V roce 2021 byla znovuobjevena její dočasně zazděná skleněná mozaika z roku 1982 v Poliklinice Malešice v Praze, nyní je restaurována a instalována ve vstupním vestibulu. Kromě několika let v 90. letech 20. století, kdy spoluzaložila a působila spolu s Olinou Francovou a Alexandrou Horovou první českou ženskou výtvarnou skupinu Koza Nostra, působí Magdalena Cubrová celý život jako umělec - solitér.

## Dílo
Akademická malířka Magdalena Cubrová žije a pracuje v Praze, kde během let vystřídala různé ateliéry v různých částech Prahy. Prozatím namalovala více než tisíc olejových obrazů na plátně. Její dílo se dá rozdělit do přehledu obrazových cyklů.
- 1976 – Diplomní práce Praha - Architektura a v její kulise nějaký děj, skrumáže lidí, aut.
- 1976-1977 – Stavba Metra v Praze
- 1976-1977 – Technika v krajině
- 1978 – Poutě a slavnosti - Kolotoče, Provazochodci. Magdalena Cubrová nečerpá ze skutečnosti, ale výhradně z představ a vzpomínek
- 1979 – Kouzelníci - zase ve smyslu imaginace např. Kouzelník Moře, Kouzelník Touha.
- 1980-1981 – Lidové zvyky a obyčeje - zájem o národopis, zvláště o lidovou architekturu, řemeslo a umění pro Magdalenu Cubrovou velkou radostí v průběhu života. Je to jeden z jejích „náhradních světů" kam se uchyluje, protože s tím současným není nikdy spokojená. Dalšími takovými svět je rostlinstvo a později studium vědecké grafologie)
- 1982 – Skleníky Měsíce zvěrokruhu
- 1982-1983 – Kouzelnice, Kašpárci, Sudičky - nerealistické figury, spíše kompozice na ploše - jakási záminka pro obraz.
- 1983-1992 – Bytosti - velká plátna, olej. Na formátu vždy jedna figura na světle modrém pozadí, většinou ženské figury groteskních tvarů. (názvy jako: Matka Dokonalá, Fantom, Vyvinutá, Žena - židle, Žena - stoleček)
- 1984 – Itálie
- 1985 Figury – Bytosti - velkoformátové kresby kombinovanou technikou. Groteskní forma. Kreseb bylo několik set a později byly některé převedeny do olejů.
- 1986 – Makovice - téma kulatého útvaru rostlinného původu - naplněné semeny. V technice oleje na plátně i reliéfní technika na dřevěné desce. (Laťovka a na ní nalepované struktury: písek, kameny, textil, kov, sklo - potom je na tento povrch kresleno tužkou a malováno akrylem)
- 1991-1992 – Provazochodci, Kouzelníci, Kolotoče, Lidové zvyky - tematické návraty, tzv. „na spirále času" jak se Magdalena Cubrová vyjádřila: „Vždycky jsem zvědavá, jak je jinak zpracuji po předchozích zkušenostech.[2]"
- 1993-1994 – Ženy na výběr Hlavy - kombinovaná reliéfní technika na laťovce; příklady názvů Hlav: Troje zuby, Kvetoucí hlava, Šestero uší
- 1994-1995 – Nábytek - malba na starý nábytek (ale nikoliv dobové repliky); opět kombinovaná reliéfní technika, stejná jako na laťovce. Témata „podivných bytostí" nebo skřítků.
- 1995 – Kouzelníci, Poutě - olejové obrazy, opět „návraty"
- 1995 – Ikony - malba na dřevěné desky, proto název ikony. Kombinovaná technika reliéfu, malby, kresby, lepení krajek, sklíček, kovových předmětů do podkladu.
- 1996-1997 – Domečky - na plátně se objevuje symbol domu a okolo nějaké dění drobných bytostí v krajině. Nejspíš to znamená - domov. Zjevení - podivné bytosti v krajině.
- 1998-2006 – Velká Morava - téma inspirované velkomoravskou kulturou, jejími symboly a znaky.
- 1999-2002 – Příroda, Zahrádky, Majáky, Šneci - poprvé zkouší v malování techniku hladké malby - olej na laťovce. Na verše českých básníků (ponejvíce Hrubín, Seifert, Mácha). Jak se Magdalena Cubrová vyjádřila: "Těší mě zaobírat se verši a zjišťovat jak přesně je tento literární útvar schopen vyjadřovat obraz."[3]
- 2003-2004 – Návraty - po čtyřleté epizodě hladké malby se vrací ke způsobu strukturální, šťavnaté malby, která je autorce dána odjakživa a je pro ni zdá se, přirozenější
- 2005-2007 – Chrámy - oleje na plátně větších formátů (chápáno jako atributy architektury a jako sídlo myšlení civilizací). Z tématu vyplynuly další cykly: Kříže, Roucha, Madony, Mariánský kult, Andělé - ne v náboženském smyslu, ale spíše duchovním a kulturním, ve smyslu symbolu.
- 2005-2007 – Křídla a Ptáci
- 2006-2008 – Palety, Česká esa (karty) - vznikly ve spolupráci s pražskou galerií Compromis, zastupující MC
- 2009 – Obličej s krajinou – kombinovaná technika, plátno, olej.
- 2012 – Křížová cesta – dřevěné desky, kombinovaná technika.
- 2013 – Chrámy, Křídla, Poutníci, Audience
- 2014-2015 – Ikony – dřevěné desky Jaro, Léto, Podzim, Zima Ateliery
- 2016 – Ptáci
- 2017 – Květiny pro... Mořské vody Dobře naladěná piana... Motýli Snídaně a večeře u Tiffanyho Rozhraní - okruhy témat obrazů, založené na kontrastu geometrie a organického výrazu.
- 2018-2019 – Vůně, Parfémy - bezpředmětné obrazy je třeba vnímat jako vůni.
- 2020 – Domov
- 2022 – Souhvězdí
- 2023 – Vůně, Parfémy
- 2024 – Přátelé, Poutníci Tváře v lukách Vzhůru, Radost, Emoce a Konstrukce, Rozhraní, Soustředění stoupá, Dětství vzpomínáš?, Průnik a Mísení, Víření, Bezstarostné poletování. To jsou obrazy pocitů, emocí.

Magdalena Cubrová ilustrovala v 90. letech pravidelně povídky literátů vycházejících v magazínu Playboy a ilustrovala celou řadu knih; Pásla koně na betoně (napsala M.Zimková), Před usnutím (napsal A.Gintel), a na dvou knihách se podílela také jako autorka textů/poezie; Malá Vizita - Pozdní Sběr (kolektiv autorů), Osm Barev Lásky (kolektiv autorů). V knize Osm Barev Lásky je Magdalena jednou z autorů ojedinělého projektu, kde literatura vyjadřuje popis barvy. Ke každé povídce je přiřazena barva, která příběh a jeho atmosféru charakterizuje.
O díle Magdaleny Cubrové byla v průběhu let vydána řada katalogů k četným výstavám.